# Тимоновское
Тимоновское (в некоторых документах Тимановская, Тимановское) — деревня в Покровской сельской администрации Покровского сельского поселения Рыбинского района Ярославской области.
Деревня обозначена только на картах масштаба 1:50000. Она расположена на расстоянии около 1 км к востоку от федеральной автомобильной трассы Р104 и 1,5 км к юго-востоку от центра сельского поселения посёлка Искра Октября, на большом открытом пространстве к югу от Рыбинска. Деревня стоит на левом берегу ручья, углублённого и спрямлённого мелиоративными работами, который протекает по восточному краю посёлка Искра Октября и впадает там справа в Коровку. На противоположном берегу этого ручейка практически вплотную к Тимоновскому стоит деревня Орловка.
Деревня Тимоновская указана на плане Генерального межевания Рыбинского уезда 1792 года.
На 1 января 2007 года постоянного населения в деревне Тимоновское не числилось. Почтовое отделение, расположенное в селе Покров, обслуживает в деревне Тимоновское 1 дом.